# Boye (muzička grupa)
Boye je nekadašnji ženski rok sastav iz Novog Sada. Iza sebe su ostavile četiri albuma alternativnog, urbanog zvuka.

## Istorija

### 1980-te
Grupa je nastala oktobra 1981. godine, a osnovale  su je Biljana Babić (bubnjevi), Jasna Manjulov (vokal, tekstovi, klavijature), Ljiljana Radaković (bas gitara) i Klaudija Gavrilović (gitara, vokal). Prvi nastup imale su mesec dana po osnivanju, predstavivši svoju energičnu verziju novotalasnog zvuka. Krajem 1982. godine bend napušta Klaudija Gavrilović, a na njeno mesto dolazi Vesna Branković, a tokom 1983. godine Milica "Mica" Vezmar postala je novi vokal, da bi je posle samo nekoliko meseci zamenila Milica "Maša" Žilnik. 
Tokom 1984. godine snimile su prvi album u Zagrebu, ali ta ploča nikada nije izašla jer su u diskografskoj kući od njih želeli da naprave tehno pop sastav, a članovi benda, nezadovoljni snimljenim materijalom, raskinuli su ugovor sa etiketom. 
Godinu dana kasnije, bez potrebe za kompromisima, rade demo snimke sa Dušanom Kojićem Kojom, frontmenom Discipline Kičme kao producentom. Sredinom 1986. godine Ljiljana Radaković napušta bend zbog trudnoće, a na njeno mesto dolazi Vesna Milović.
Zahvaljujući tim snimcima dobijaju mogućnost da objave prvi singl Ja hoću te / Kralj dosade koji se pojavio 1987. na kome je u uobičajenom Kojinom maniru odštampana krilatica "Prvi pravi ženski zvuk". Nakon objavljivanja singla,novi bas gitarista postao je Darko Matić, prvi muški član benda, a grupi se pridružila još jedna pevačica Tanja Milović.
Za njim sledi debi LP "Dosta! Dosta! Dosta!" na kome je materijal nastajao tokom prethodnih godina, pesme "Mama Kivi", "Gde možemo se sresti", "Dosta, dosta, dosta", pod Kojinim uticajem zadržavaju svoj osnovni zvuk, ali u pevanje unose rap elemente. Shodno svojim alternativnim korenima, Biljana Babić sama dizajnira omot za singl i LP. 
Album Dosta! Dosta! Dosta! naišao je na pozitivne reakcije kritike, a nakon izlaska bend je otišao na svoju prvu solo turneju širom Jugoslavije.
Godine 1989. u grupu dolazi basista llija Vojisavljević Bebec (ex La Strada) koji takođe usmerava njihov rad.

### 1990-te
Sledeću ploču "78" objavljuje nezavisna zagrebačka kuća ''Search&Enjoy'' 1990. godine. Koja se opet prihvata producentske uloge, autor je dve kompozicije i na snimanju svira gitaru. Pored novih materijala, tu je "Ja sam radosna" sa samog početka njihove karijere. Autor teksta Slobodan Tišma gostuje i kao pevač u toj kompoziciji. Sa izbijanjem ratova u bivšoj Jugoslaviji, bend prekida promocionu turneju a Tanja Đajić, Jasna Manjulov i Vesna Branković napuštaju bend, ujedno i prekidajući muzičke karijere. Biljana Babić i Ilija Vlaisavljević nastavili su da predvode Boye sa novim članovima Jelenom Kajtez (vokal) i Aleksandrom Blažić (vokal) i Vladimirom Radusinovićem Radule (gitara), članom novosadskog pank rok benda Atheist Rap, koji je napustio Boye nakon kratkog vremenskog perioda.
Treći studijski album "Boye se ne boje" snimljen je u proleće 1993. godine u postavi Biljana Babić (bubnjevi), Jelena Kajtez (vokal), Ilija Vlaisavljević Bebec (bas gitara) i Aleksandra Blažić (vokal). Produkcijom se bavio Bebec a ploča je nastala u studiju Mileta Ćirića u Holandiji. Kao gosti pojavljuju se trubač Zoran Erkman Zerkman (ex Disciplina kičme) i klavijaturista David Gardeur (ex Focus). U Holandiji su uz Davidovu pomoć uradili spot za pesmu "Gleglegledaj!" koji je uz intervju emitovan na njihovoj nacionalnoj televiziji. Novi materijal za zapadno tržište objavila je izraelska diskografska kuća Doranit Enterprises, koju vode dvoje bivših Novosađana, a za jugoslovensko tržište kasetu je objavio prvo Music YUser a zatim i Metropolis Records. Album je naišao na pozitivne reakcije srpske kritike i dobio je nagradu za najbolje izdanje 1993. od srpskog muzičkog časopisa Ritam.
Po povratku iz Holandije, Aleksandra Blažić napušta bend, a Miloš Rašković (gitara) i Đorđe Todorović (trombon) postaju novi članovi benda.
Početkom 1994. godine bend je održao tri koncerta u Atini, a aprila 1995. godine, grupa je ponovo odsvirala turneju po Grčkoj u okviru manifestacije Za mir na Balkanu. U to vreme Robert Telčer je postao novi gitarista. Nova postava nastupila je u martu 1996. na Balkanskom umetničkom festivalu u Komotiniju i Ksantiju u Grčkoj, blizu turske granice.
Četvrti studijski album "Prevariti naviku" realizovan je jula 1997. godine i to ponovo u Sing Sing Studiju kod Ćirića u Holandiji, a producent je bio Bebec. Na albumu je bio singl "Ludilo mašina" predstavljajući bend u modernijem muzičkom pravcu nego na prethodnim izdanjima.
Bend je svoje poslednje nastupe imao tokom 2000. godine. U leto 2000. nastupali su na koncertima u organizaciji Radija B92, uz Darkvood Dub, Obojeni program i Voodoo Popeye. 
Nakon što je Biljana Babić dobila dete, bend je prestao sa radom.

## Posle raskida
Po odlasku iz grupe, Jasna Manjulov je objavila dve knjige poezije Različite pesme (1988) i Lažno predstavljanje (1996) i radila je kao lektor.
Vlaisavljević je sa članovima grupe Obojeni program napisao i snimio muziku za film Aleksandra Davića iz 2004. godine Žurka.
Godine 2020. ponovo je izdat album Prevariti Naviku , a 2023. i album Boye se ne boje, oba na vinilu u izdanju Odličnog Hrčka i sa dve do sada neobjavljene pesme kao bonus numere, „Kuća i krik” i „Ti si taj”.

## Nasleđe
Godine 2009. srpski alternativni rok bend Obojeni program obradio je pesmu „Ja hoću te“ i objavio je u singlu od 7 inča.
Iste godine, srpski indi rok bend Autopark obradio je pesmu „Gde možemo se sresti“ na svom albumu Sve dalje.
Godine 2011. na beogradskom Mikser festivalu, srpski alternativni rok bend Jarboli izveo je album Dosta! Dosta! Dosta! u celini.
Godine 2014. glumci TV serije Otvorena vrata obradili su pesmu "Dosta! Dosta! Dosta!", za soundtrack za epizodu "Idoli".
Godine 2015. Dosta! Dosta! Dosta! dobio je 71. mesto na listi 100 najvećih jugoslovenskih albuma koju je objavilo hrvatsko izdanje Rolling Stonea.
Godine 2021. album Prevariti naviku osvojio je 95. mesto na listi 100 najboljih srpskih albuma od raspada SFR Jugoslavije. Lista je objavljena u knjizi Kako (ni)je propao rokenrol u Srbiji.

## Diskografija

### Singlovi
- Ja hoću te / Kralj dosade (PGP RTB 1987)[1]
- Dosta, Dosta, Dosta (PGP RTB 19887)[11]
- Fudbal / Fudbal instrumental (Search & Enjoy 1990)[12]

### Albumi
- Dosta! Dosta! Dosta! (PGP RTB 1988)[13]
- 78 (Search & Enjoy 1990)[14]
- se ne boje (Doranit Enterprises / Music YUser / Metropolis 1993)[15][16]
- Aren't Afraid! (Doranit Enterprises 1993)[17]
- Prevariti naviku (B92 1997)[18]

## Spoljašnje veze
- Boye at Discogs
- Boye at Last.fm
- Boye at Rateyourmusic

## Literatura
- Janjatović, Petar (2003). Ex YU rock enciklopedija. Beograd: Čigoja štampa.  137175308.
- Mijatović, Bogomir (2005). NS rockopedija 1963-2003. Novi Sad: Switch.  206671623.